# Premio Gottfried Wilhelm Leibniz
El Premio Gottfried Willhelm Leibniz es un premio de investigación entregado por el Asociación Alemana de Investigación (Deutsche Forschungsgemeinschaft) cada año desde 1985 a científicos que trabajen en Alemania. El reconocimiento se constituye como el mayor premio a la investigación alemana, y consiste en una remuneración de 2.5 millones de euros para científicos experimentales o 900.000 euros para científicos teóricos. Cada año son nombrados 10 premios Leibniz.